# Louis W. Tordella

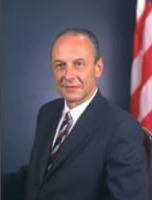
Louis W. Tordella

Louis „Lou“ W. Tordella (* 1. Mai 1911 in Garrett, DeKalb County, Indiana; † 10. Januar 1996) war vom 1. August 1958 bis zum 21. April 1974 Vize-Direktor der National Security Agency (NSA). Das Supercomputer Building in Fort George G. Meade (Sitz der NSA) ist nach ihm benannt.

## Zweiter Weltkrieg
Im Sommer 1941 hatte der damals 30-jährige Tordella als Assistenzprofessor für Mathematik an der Loyola University Chicago gearbeitet. Er meldete sich freiwillig beim nahe gelegenen Hauptquartier der 5. Armee. Während die US Army ihn ablehnte, nahm ihn die Navy mit offenen Armen auf.
Zuerst arbeitete Tordella im April 1942 in Washington für die Op‑20‑G der Navy, ab Juli 1942 in Bainbridge Island, ebenfalls Washington, zum Abhören japanischen Fernmeldeverkehrs und 1944 auf Skaggs Island bei San Francisco. Er wurde im Oktober 1946 nach Ende des Zweiten Weltkrieges aus dem Militärdienst entlassen und nahm eine Stelle als ziviler Mathematiker beim Entzifferungsdienst der Marine, damals Communications Supplementary Activity – später Naval Security Group – an. Als die NSA im Jahre 1952 gegründet wurde, wurde er Chef der Abteilung NSA-70. Da Tordella einen guten Draht zu Richard Helms, dem damaligen Chief of Operations und späteren Direktor der CIA hatte, setzte ihn Gordon A. Blake als Vermittler zwischen den beiden Geheimdiensten in den Anfangsjahren der NSA ein.